# Argaleostatus
Argaleostatus is een geslacht van vliesvleugeligen uit de familie Eupelmidae. De wetenschappelijke naam van dit geslacht is voor het eerst geldig gepubliceerd in 1995 door Gibson.

## Soorten
Het geslacht Argaleostatus is monotypisch en omvat slechts de volgende soort:
- Argaleostatus testaceus (Cameron, 1884)